# 005.1999.06
005.1999.06 es un álbum de estudio de la actriz y cantante Uhm Jung-hwa lanzado en 1999. Ha vendido más de 550 000 de copias en Corea del Sur, siendo considerado como el éxito comercial más grande alcanzado por ella. Su primer sencillo del álbum <Molla> llegó al número uno vendiendo más de 324 000 copias en el primer mes de su lanzamiento. Es considerado como uno de los álbumes de mayor venta de las cantantes femeninas en Corea del Sur.

## Lista de canciones
1. «Molla»
2. «Yurieui Seong (Glass Castle)»
3. «Festival»
4. «Gin Ohoo (Long afternoon)»
5. «Majimak Gihoi (Last Chance)»
6. «Remotecontrol & Manicure»
7. «Scarlet»
8. «Naeanui Geudae (You, in my heart)»
9. «Forever»
10. «Nanul su ubneun sarang (Undevidable love)»
11. «SPY»